# Synthecium samauense
Synthecium samauense is een hydroïdpoliep uit de familie Syntheciidae. De poliep komt uit het geslacht Synthecium. Synthecium samauense werd in 1925 voor het eerst wetenschappelijk beschreven door Billard. 